# Невилл, Ральф, 3-й граф Уэстморленд
Ральф Невилл (англ. Ralph Neville; 1456 — 6 февраля 1499) — английский аристократ и военачальник, 2-й барон Невилл с 1472, 3-й граф Уэстморленд и 6-й барон Невилл из Рэби с 1484, сын Джона Невилла, 1-го барона Невилла, и Анны Холланд. Его отец погиб в битве при Таутоне, после чего его владения и титул были конфискованы. Только в 1472 году король Эдуард IV вернул ему владения. После смерти своего дяди, Ральфа Невилла, 2-го графа Уэстморленда, Ральф унаследовал его титул. Однако заметной роли в английской политике он не играл.
После гибели Ричарда III Ральф признал нового короля, Генриха VII, во время правления которого он принимал участие в ряде походов. Ральф умер в 1499 году, пережив своего сына, поэтому ему наследовал малолетний внук, Ральф Невилл, 4-й граф Уэстморленд.

## Происхождение
Ральф происходил из старшей ветви аристократического английского рода Невиллов, который был вторым по значимости родом в северо-восточной Англии после рода Перси.
В начале XV века род разделился на 2 ветви потомков Ральфа Невилла, 1-го графа Уэстморленда, от двух браков: старшую — потомков Джона Невилла, сына от первого брака с Маргарет Стаффорд, и младшую — детей от второго брака с Джоан Бофорт, легитимизированной дочери Джона Гонта, герцога Ланкастера и Екатерины Суинфорд. В результате действий 1-го графа Уэстморленда, которые названы историком Чарльзом Россом «амбициозным семейным мошенничеством», потомки Джона Невилла были лишены большей части законного наследства, что привело к ожесточённым спорам о наследстве Невиллов, которые переросли в феодальную войну. Старший из сыновей умершего раньше отца Джона Невилла, Ральф, получил в 1425 году титул 2-го графа Уэстморленда, однако его попытки вернуть наследство деда у потомков Джоан Бофорт, самым могущественным из которых был Ричард Невилл, 5-й граф Солсбери, были безуспешны. Только в 1443 году было достигнуто формальное урегулирование земельного спора. Хотя граф Уэстморленд и смог получить родовой замок Рэби в Дареме, однако остальные владения так и остались у графа Солсбери. В итоге представители старшей ветви Невиллов продолжали обижаться на своих кузенов. В результате конфликт окончательно так и не угас; он привёл к тому, что во время политических событий 1450-х годов, которые привели к войне Алой и Белой розы, представители двух ветвей Невиллов оказались в разных лагерях: потомки Маргарет Стаффорд поддерживали Ланкастеров, а потомки Джоан Бофорт (граф Солсбери и его сыновья) — Йорков.
Отцом Ральфа Невилла был Джон Невилл, младший брат Ральфа Невилла, 2-го графа Уэстморленда. Он выдвинулся во время войны Алой и Белой розы. Будучи сторонником Ланкастеров, Джон в 1459 году получил титул барона Невилла, а также ряд владений бежавших из Англии йоркистов, сохранил он своё положение и при возвращении Йорков к власти. Однако при первой возможности Джон перешёл на сторону Ланкастеров и погиб в битве при Таутоне, после которой власть в Англии перешла к Эдуарду IV Йоркскому. Владения и титул Джона, объявленного изменником, были конфискованы.
Мать Ральфа, Анна Холланд, происходила из аристократического рода Холландов. Этот род выдвинулся в XIV веке. Томас Холланд, 1-й граф Кент был женат на Джоанне, 4-й графине Кент, внучки короля Эдуарда I; после смерти Томаса она вышла замуж за принца Уэльского Эдуарда Чёрного Принца, старшего сына и наследника короля Эдуарда III, в этом браке родился король Ричард II. Благодаря родству с ним, сыновья Томаса Холланда сделали успешную придворную карьеру, заметно обогатившись. Дочь одного из них, Томаса Холланда, 2-го графа Кента, была замужем за Джоном Невиллом, дедом Ральфа Невилла. Отцом же Анны Холланд был Джон Холланд, 2-й герцог Эксетер, двоюродный брат бабушки Ральфа; его мать была полнородной сестрой короля Генриха IV. Первым браком Анна была замужем за Джоном Невиллом, рано умершим сыном Ральфа Невилла, 2-го графа Уэстморленда. Гибель же второго мужа, отца Ральфа, оставила её без средств. Позже она вышла замуж за шотландского аристократа Джеймса Дугласа, 9-го графа Дугласа, но брак этот так и остался бездетным. Анна умерла в 1486 году.

## Биография
Ральф родился в 1456 году. В момент гибели отца он был малолетним, а перспективы на наследство были достаточно туманными. Самым могущественным магнатом не только в северной Англии, но и во всём королевстве был Ричард Невилл, граф Уорик, вошедший в историю под прозвищем «Делатель королей». Старший брат отца Ральфа, Ральф Невилл, 2-й граф Уэстморленд, устранился от конфликтов. Ещё один брат, Томас Невилл из Брансепета умер около 1459 года. Поэтому фактическим главой рода стал Хамфри Невилл, сын Томаса, который с 1464 года в течение 5 лет устраивал беспорядки в северной Англии, подняв восстание, в чём ему помогал младший брат Чарльз. Но в 1469 году они были схвачены и казнены.
Ситуация изменилась в 1471 году. Граф Уорик, который годом ранее способствовал изгнанию Эдуарда IV и возвращению на престол Генриха VI погиб в битве при Барнете, в этой же битве погиб его младший брат Джон. В результате вымерла почти вся ветвь Невиллов из Солсбери. Его смертью воспользовался, Лоуренс Бут, князь-епископ Дарема, у которого были свои причины ненавидеть графа Уорика и его родню. Епископ приложил усилия к тому, чтобы Ральф, который был наследником графа Уэстморленда, получил и отцовское наследство: в октябре 1472 года вернувшийся на престол Эдуард IV возвратил Ральфу, которому к этому моменту исполнилось 18 лет, конфискованные у его отца владения и титул барона Невилла. Кроме того, не позднее 20 февраля 1473 года Бут женил Ральфа на своей племяннице, Изабелле. Также молодой барон в 1471—1473 годах входил в комиссию мирового судьи Даремской епархии. В 1475 году Ральф вместе с детьми Эдуарда IV был посвящён в рыцари Бани. Незадолго до того, как епископ Бут в 1476 году был избран архиепископом Йоркским, он назначил Ральфа стюартом палатината. Однако новый епископ, Уильям Дадли, ставленник брата Эдуарда IV, графа Глостера (будущего короля Ричарда III), сразу же после назначений сместил барона Невилла с поста, назначив ему в качестве компенсации ренту в 20 фунтов. В результате планы Ральфа закрепиться в богатом княжестве были разрушены.
Также не оправдались планы Ральфа усилить своё влияния в Уэстморленде. Хотя ему с женой и были переданы Кирбимурсайд и Бесели, возможно, в качестве приданого, однако позже эти владения оказались под контролем Ричарда Глостера. Между июлем 1477 и январём 1479 года граф Уэстморленд наделил Ральфа, малолетнего сына барона Невилла, и группу ленников, несколькими поместьями на юго-востоке Дарема, включая Рэби, однако большинство ленников, за исключением трёх родственников Изабеллы Бут и Уильяма Клэкстона, были людьми герцога Глостера. Не менее 6 ленников на пасху 1477 года от имени своего сюзерена получили официальный отказ лорда Невилла на родовые поместья в Йоркшире. Впоследствии Ричард неоднократно использовал Рэби в качестве одной из своих резиденций. Уже став королём, он в 1484 году выделил из доходов от Рэби 66 фунтов для поддержки недавно созданного Северного совета.
24 марта 1484 года король Ричард III за помощь в «борьбе против мятежников» передал Ральфу поместья в Сомерсете и Беркшире, которые ранее принадлежали графине Ричмонд. В сентябре того же года барон Невилл был отправлен комиссаром, чтобы сохранить мир с Шотландией.
3 ноября 1484 умер его дядя, после чего Ральф получил титул графа Уэстморленда. После гибели Ричарда III в битве при Босворте он признал нового короля, Генриха VII, получив от того 400 фунтов и 400 марок. Кроме того, граф Уэстморленд 5 декабря 1485 года передал королю опеку над своим наследником, Ральфом, а также одобрил его брак.
В 1497 году граф Уэстморленд был одним из командиров армии, отправленной в Шотландию после того, как король Яков II поддержал претензии на корону Перкина Уорбека.
В 1498 году умер Ральф, сын и наследник графа Уэстморленда. Сам граф умер 6 февраля 1499 года в замке Хорнби в Йоркшире, как утверждается, от скорби по сыну. Похоронили его в приходской церкви. Наследником его стал малолетний внук, Ральф Невилл, 4-й граф Уэстморленд.

## Брак и дети
Жена: ранее 20 февраля 1473 Изабелла (Элизабет) Бут, дочь сэра Роджера Бута и Кэтрин Хаттон. Дети:
- Ральф Невилл (ум. 1498), лорд Невилл с 1484. Его сыном был Ральф Невилл, 4-й граф Уэстморленд[20][21].
- Анна Невилл; 1-й муж: Уильям Коньерс (21 декабря 1468 — 1524), 1-й барон Коньерс с 1509; 2-й муж: Энтони Солтмарш из Лэнгтон Рэгби (1473—1550)[20][21].